# Planet Hollywood
La Planet Hollywood è una catena di ristoranti a tema ispirata al famoso mondo di Hollywood, lanciata a New York il 22 ottobre 1991 con il sostegno delle stelle di Hollywood Sylvester Stallone, Bruce Willis, Demi Moore e in passato Arnold Schwarzenegger, che poi ha venduto la sua parte.

## Storia

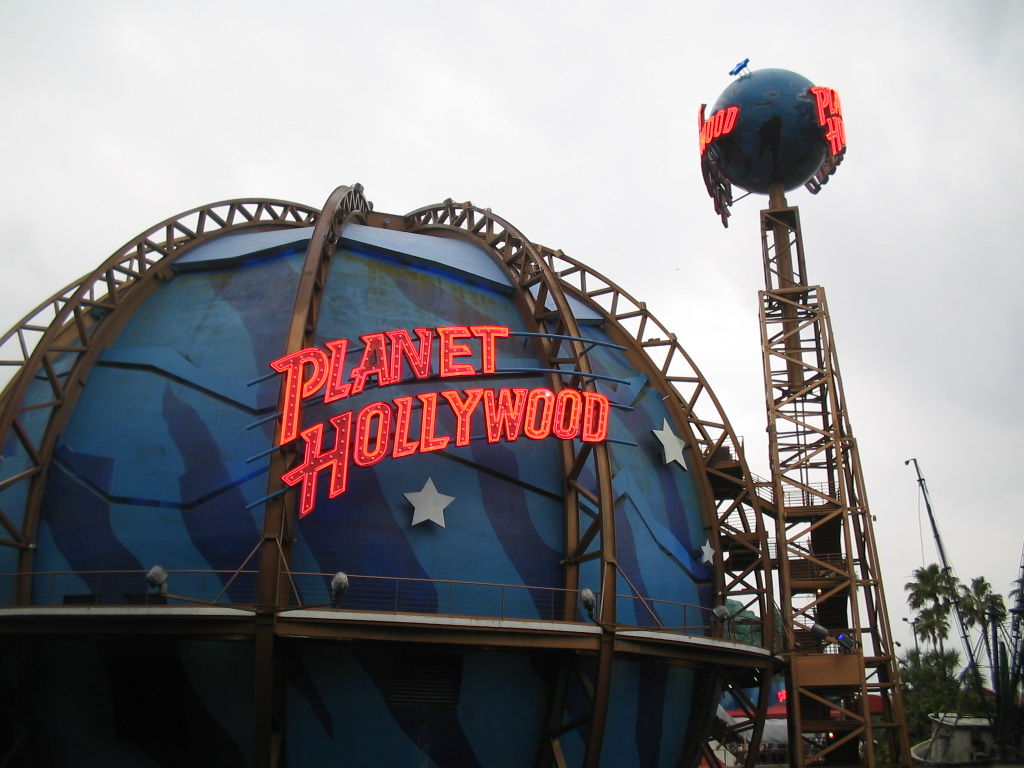
Planet Hollywood

Fu un'idea di Robert Earl, ex presidente dell'Hard Rock Cafe. I Planet Hollywood sono modellati sullo stile dell'Hard Rock, talmente simili che hanno dovuto versare milioni di dollari di danni dopo una causa intentatagli dall'Hard Rock. Earl ha inoltre reclutato molti ex veterani Hard Rock per aprire nuovi PH stores. Le movie star "proprietarie" hanno ricevuto un'opzione finanziaria ad un prezzo molto più basso in cambio della loro adesione, in modo che possano essere addebitate come legittimi proprietari.
Schwarzenegger ha troncato i suoi legami finanziari con l'impresa agli inizi del 1998, dichiarando che la società non aveva avuto il successo sperato, sostenendo inoltre che voleva concentrare la sua attenzione su "nuove iniziative imprenditoriali statunitensi globali" e sulla sua carriera di attore.
Quando il Planet Hollywood divenne internazionale, furono aperti ristoranti nelle maggiori città, come Roma, Parigi, Atene, Sydney, Auckland, Amsterdam, Tokyo, Kuala Lumpur, Londra, Dublino, Belfast, Città del Capo, Hong Kong, Melbourne, Montréal, Seattle, Toronto, Giacarta, Bali e altre città in tutto il mondo. A partire dal 1997 però la catena cominciò ad andare in perdita e in soli 2 anni il prezzo di un'azione della compagnia raggiunse un valore inferiore a 1 dollaro, quando il primo giorno in Borsa era stata scambiata a 32 dollari.
A gennaio 2023, dopo le decine di chiusure, rimangono in attività i ristoranti di Las Vegas, Londra, Los Angeles, New York e Walt Disney World.
Sono ancora attivi 3 resort: a Goa, a Las Vegas e in Costa Rica.

## Planet Hollywood in Italia
Il primo ed unico Planet Hollywood in Italia aprì a Roma in via del Tritone, il 6 dicembre 1997. L'inaugurazione del locale fu presieduta dall'allora sindaco Francesco Rutelli e furono presenti Arnold Schwarzenegger e Sylvester Stallone (mentre Bruce Willis fu ospite del locale qualche mese più tardi), oltre a numerose altre star del cinema internazionale, come Jamie Lee Curtis, Wesley Snipes, William Baldwin, Gérard Depardieu e, per quel che riguarda l'Italia, il nostro Gigi Proietti (che aveva dato la sua voce proprio a Stallone nel primo Rocky). Il locale, dalle dimensioni di 1.100 m², si sviluppava su tre piani ed era composto da un bar, un ristorante e uno store in cui si vendevano ogni tipo di gadget possibile targato Planet Hollywood (felpe, magliette, portachiavi) e alcuni tra gli oggetti più preziosi provenienti dal mondo del cinema.
Tra i vari cimeli cinematografici presenti nel locale, si ricordano:
- l'Harley Davidson usata nel film Rocky III e di proprietà dello stesso Stallone;
- la divisa da sceriffo indossata da Stallone in Cop Land;
- una replica a grandezza naturale del corpo di Stallone ibernato in un blocco di ghiaccio, tratta da Demolition Man, pendeva dal soffitto, all'ingresso della sala;
- una statua a grandezza naturale di Arnold Schwarzenegger nei panni del Terminator, dal film Terminator 2 - Il giorno del giudizio accoglieva i clienti all'ingresso della sala;
- il blaster presente nel film Guerre stellari - L'Impero colpisce ancora;
- la scatola di cioccolatini posseduta da Tom Hanks nel film Forrest Gump;
- un abito storico usato in un film con protagonista Marilyn Monroe.

Inoltre l'intero arredamento del locale era a tema cinematografico e persino i bagni sfoggiavano degli specchi a forma di pescecane, un chiaro riferimento al famoso film di Steven Spielberg Lo squalo.
Il locale chiuse il 3 novembre 2003.